# محمد فاضل (مخرج)
محمد فاضل مخرج مصري، من مواليد الإسكندرية في 22 يونيو 1938.

## حياته الفنية
تخرج في كلية (الزراعة) وهي الكلية التي أشتهرت بدراسة العديد من الفنانين بها مثل عادل إمام، صلاح السعدني، محمود عبدالعزيز، محسنة توفيق. في المرحلة الثانوية كون فاضل فرقة مسرحية مع مجموعة من زملاءه وكانوا يعرضون أعمالهم في الملاجئ. كان أول أعماله الدرامية المسلسل الشهير (القاهرة والناس) 1972 والذي لاقي نجاحاً كبيراً عند عرضه. كون ثنائياً فنياً مع المؤلف أسامة أنور عكاشة فقدما معاً عدة مسلسلات منها: (أبنائي الأعزاء شكراً) 1979، (وقال البحر) 1982، (أبو العلا البشري) بجزئيه 1985- 1996، (عصفور النار) 1987، (الراية البيضا) 1988، (أنا وأنت وبابا في المشمش) 1989، (النوة) 1991. لم يقتصر عمل محمد فاضل على التليفزيون فحسب بل امتد إلى السينما أيضاً فقدّم عدة أفلام منها: (شقة في وسط البلد) 1975، (حب في الزنزانة) 1983، (ناصر 56) 1996، (كوكب الشرق) 1999.

## أعماله الفنية

### الأفلام
- 1973: الاستعراض الاخير
- 1974: اتنين واحد صفر
- 1975: شقة في وسط البلد
- 1983: حب في الزنزانة
- 1988: طالع النخل
- 1996: ناصر 56
- 1999: كوكب الشرق

### المسلسلات
- 1968: نوادر جحا المصري
- 1969: الفنان والهندسة
- 1972: أيام المرح
- 1972: القاهرة والناس
- 1973: الرجل والدخان
- 1977: نجم الموسم
- 1978: رمضان والناس
- 1978: أحلام الفتى الطائر
- 1979: علياء والمدينة
- 1979: طائر الأحلام
- 1979: أبنائي الأعزاء.. شكرا
- 1982: صيام صيام
- 1982: وقال البحر
- 1982: ليلة القبض على فاطمة
- 1983: خط عرض 43
- 1984: أخو البنات
- 1985: المحروسة 85
- 1986: رحلة السيد أبو العلا البشري
- 1987: عصفور النار
- 1988: الراية البيضا
- 1989: أنا وأنت وبابا في المشمش
- 1991: النوة
- 1992: وما زال النيل يجري
- 1996: أبو العلا 90
- 1997: الشارع الجديد
- 2000: العائلة والناس
- 2001: للعدالة وجوه كثيرة
- 2002: لدواعي أمنية
- 2003: أدهم وزينات والثلاث بنات
- 2004: مصر الجديدة
- 2006: مطعم تشي توتو
- 2006: سكة الهلالي
- 2008: ليل الثعالب
- 2010: سنوات الحب والملح
- 2010: السائرون نياما
- 2012: ربيع الغضب
- 2022: الضاحك الباكي

### المسرحيات
- 1972: موسيكا في الحي الشرقي (إخراج تلفزيوني)
- 1972: الإسكافية العجيبة (إخراج تلفزيوني)
- 1976: شاهد ماشفش حاجة (إخراج تلفزيوني)
- 1990: البحر بيضحك ليه
- 1991: شارع محمد علي (إخراج تلفزيوني)
- 1993: الزعيم (إعداد سينمائي)
- 1998: ألابندا (إعداد سينمائي)

### السهرات التلفزيونية
- 1988: سكة رجوع
- 1988: بابا ملياردير

## الجوائز والتكريم
- جائزة النيل في الفنون للعام 2024.[5]

## روابط خارجية
- محمد فاضل على موقع IMDb (الإنجليزية)
- محمد فاضل على موقع قاعدة بيانات الأفلام العربية
- محمد فاضل على موقع ألو سيني (الفرنسية)
- محمد فاضل على موقع أول موفي (الإنجليزية)
- محمد فاضل على موقع قاعدة بيانات الفيلم (الإنجليزية)
- محمد فاضل على موقع كينوبويسك (الروسية)
- محمد فاضل: لا يوجد في مصر فن سينمائي